# Live 2006 DEAD or ALIVE -SAITAMA SUPER ARENA 05.20-
『Live 2006 DEAD or ALIVE -SAITAMA SUPER ARENA 05.20-』（ライブにせんろく デッドオアアライブ さいたまスーパーアリーナ ごにぜろ）は日本のバンド、Janne Da Arcのライブビデオ。2006年9月20日発売。発売元はエイベックス。

## 解説
2006年5月にメンバー結成10周年を記念して行われたライブ。同年にリリースされたシングル曲が全て演奏された。収録された曲の他にも「闇の月をあなたに…」、「Speed」、「MISTAKE」、「-R-Type「瞳の色」」が演奏されたが、カットされた。なお、この4曲は後に『SINGLES 2』の限定版に収録されることになる。また曲間のMCが全てカットされている。
また、「シルビア」のみにマルチアングル機能がついている。

## 収録曲
1. -救世主 メシア-
2. Judgement 〜死神のKiss〜
3. WILD FANG
4. Junky Walker
5. Confusion
6. Desperate
7. in silence
8. 振り向けば…
9. 月光花
10. So Blew
11. メビウス
12. seal
13. Destination
14. Heavy Damage
15. DOLLS
16. HEAVEN
17. シルビア
18. Stare

実際のセットリ

ストでは
6曲目に闇の月をあなたに…
13曲目にMISTAKE
16曲目にSpeed
17曲目に-R-TYPE「瞳の色」

が演奏されていた。